# Centurion Country Club
De Centurion Country Club is een countryclub in Centurion, Zuid-Afrika en werd opgericht in 1997. De golfbaan werd ontworpen door de golfbaanarchitect Peter Matkovich. Het is een 18 holesbaan met een par van 72.
Tien van de achttien holes liggen in de buurt van de vijvers en er zijn 44 bunkers aanwezig op de golfbaan. De rough en de fairways zijn beplant met Kiyuvu-gras, een tropische grassoort, en de greens zijn beplant met bent-gras, een grassoort.
Van 2002 tot 2004 ontving de golfclub meerdere kwalificatietoernooien voor bepaalde golftoernooien zoals Telkom PGA Championship, Dimension Data Pro-Am, Nashua Masters Royal Swazi Sun Open, Vodacom Open en Zambia Open, maar de finales werden bij andere golfclubs plaatsgevonden.

## Golftoernooien
De golfclub ontving af en toe grote golftoernooien:
- Telkom PGA Pro-Am: 2006-heden